# Capulin Volcano National Monument
Das Capulin Volcano National Monument ist ein 1916 gegründetes Nationalmonument im nordöstlichen Teil des US-Bundesstaates New Mexico, dem Union County. Es wird vom National Park Service verwaltet und schützt das Areal um den gleichnamigen Vulkan Capulin. Es befindet sich östlich der Sangre de Cristo Range am Übergang von den Rocky Mountains zu den Great Plains – rund 300 km nordöstlich von Albuquerque (New Mexico) und 350 km südöstlich von Denver (Colorado).
Beim Capulin handelt es sich um einen erloschenen Schlackenkegel im Raton-Clayton-Vulkanfeld, das vor rund acht Millionen Jahren über einem Hotspot entstand. Die heutige Form erhielt der Vulkankegel beim letzten Ausbruch vor rund 60.000 Jahren, der ihn auf rund 400 Meter gegenüber der umliegenden Hochebene empor hob und heute eine Gipfelhöhe von 2494 m erreicht.
Der Capulin gehört zu den wenigen Vulkanen, für die es einen öffentlichen Zugang zum Krater gibt. Vom Besucherzentrum des Nationalmonuments führt eine rund drei Kilometer lange, den Vulkan umrundende Straße zu einem Parkplatz am Kraterrand. Von dort führt um den Kegel ein rund 1,5 km langer Wanderweg (Trail) mit Blick auf die schneebedeckte Sangre de Cristo Range, die hinter der weiten und von Vulkanhügeln durchzogenen Hochebene eine imposante Hintergrundkulisse bildet. Ein weiterer Pfad führt schließlich bis zu 130 Meter tief ins Innere des Capulin.